# Alsómatucsina
Alsómatucsina (horvátul: Donja Motičina) falu és község Horvátországban, Eszék-Baranya megyében.

## Fekvése
Eszéktől légvonalban 51, közúton 58 km-re, Nekcsétől 5 km-re nyugatra, a Krndija-hegység és a Szlavóniai-síkság találkozásánál fekszik. A községhez még két település Felsőmatucsina (Gornja Motičina) és Seona tartozik.

## Története
Matucsina neve 1228-ban még folyónévként tűnik fel először „Motuchyna” alakban abban az oklevélben, melyben II. András király a Tétény nembeli Pukuri Benedek unokájának Marcellnak és testvéreinek Eszék nevű birtokuk határairól bizonyságlevelet ad. 1365-ben nemesi névben szerepel abban az okiratban, melyben Baranya megye alispánja és szolgabírái bizonyítják, hogy Mathachinai László, Pomázi Benedek kácsfalvi birtokán hatalmaskodást követett el. Határában állt Matucsina egykori vára, melyet csupán 1395-ben említenek „Castrum Mathuchyna” néven a Matucsinaiak birtokaként. Valószínűleg építtetői is ők voltak a 14. század második felében. Urai, a Matucsinai és a velük rokon matucsinai Cseh és Petykei családok voltak. A vár és a település nevét a Matucsina-patakról kapta. Zsigmond idejében a Marótiak zálogbirtoka lett. 1469-ben Gábor kalocsai érsek és testvére, Matucsinai Zsigmond 5000 aranyért királyi engedéllyel ismét magukhoz váltották. 1472-ben a matucsinai váruradalomhoz húsz falu tartozott. A települést 1484-ben „Mwthuchyna”, a várat 1489-ben „Castrum Mathwchyna” néven említik. A vár helye máig sem tisztázott. Feltételezik, hogy a térség több védelmi építményéhez hasonlóan fából épült és ezért nem maradt nyoma. Talán a mai Mindenszentek templom közelében állt.
A török hódítás 1532-ben érte el, mely után lakossága nagyrészt kicserélődött új, főként muzulmán telepesek érkeztek. A matucsinai uradalom megszűnt, a török uralom idején a raholcai kádiluk és náhije része volt. Amikor 1596-ban a ferenceseket elűzték Nekcséről közülük öten Matucsinán telepedtek le. 1660-ban Matucsinát a raholcai náhije legnagyobb városaként említik. A település Szlavónia ezen területével együtt 1687-ben szabadult fel a török uralom alól. A felszabadítás utáni első összeírás mindössze 10 lakott házat számlált a településen. A lakóhelyét korábban elhagyni kényszerült lakosság fokozatosan visszatért, a 18. század közepén Matucsina már a legnagyobb falu volt a nekcsei plébánia területén. A középkori templomot a 17. században, majd később többször is megújították. A temető az évszázadok során, egészen 1750-ig a templom mellett volt, ahova más szomszédos falvak lakosai is temetkeztek. Ezután a falu nyugati részébe telepítették, majd onnan 1905-ben került a jelenlegi helyére.
A településnek 1857-ben 824, 1910-ben 1413 lakosa volt. Pozsega vármegye Pozsegai járásához tartozott. Az 1910-es népszámlálás adatai szerint lakosságának 92%-a horvát, 3%-a magyar1 2%-a szlovák anyanyelvű volt. A trianoni békeszerződésig Verőce vármegye Nekcsei járásához tartozott. Az első világháború után 1918-ban az új szerb-horvát-szlovén állam, majd később (1929-ben) Jugoszlávia része lett. A település történetének legnagyobb tragédiája a második világháború során történt. 1943. június 4-én partizánok támadták meg a falut. Házaikból 76 lakost hurcoltak ki az utcára, ahol agyonlőtték őket. A háború során összesen 195 helybeli esett el a különféle katonai alakulatokban.
1991-ben lakosságának 98%-a horvát nemzetiségű volt. A délszláv háború során sok boszniai és kelet-szlavóniai, főként szentlászlói menekült talált átmeneti otthonra a településen. Vukovár védelmében 15 helyi lakos vett részt, akik közül öten elestek. Lakossági számarányát tekintve Nekcse vidékén Alsómatucsina adta a legtöbb önkéntes harcost a horvát fegyveres erőkbe. Története, mérete, hagyományai és fekvése miatt Alsómatucsina a szábor 1997. január 17-i határozatával községközpont lett. A községi önkormányzatot 1997. május 13-án hozták létre. Alsómatucsina mellett Seona és Felsőmatucsina települések kerültek hozzá. Időközben az összes utcát aszfaltozták, járdákat építettek, telefon és vízvezeték hálózatot építettek, temetőt rendeztek. Bevezették azt a szép hagyományt, hogy a Jézus szívének ünnepén a község ünnepnapján „Motičino moje drago selo” (Matucsina az én kedves falum) névvel kulturális fesztivált tartanak. 2001-ben a hozzá tartozó településekkel együtt 1857 lakosából 1807 horvát volt. 2011-ben a településnek 1198, a községnek összesen 1652 lakosa volt.

## Lakossága
| Lakosság változása | Lakosság változása | Lakosság változása | Lakosság változása | Lakosság változása | Lakosság változása | Lakosság változása | Lakosság változása | Lakosság változása | Lakosság változása | Lakosság változása | Lakosság változása | Lakosság változása | Lakosság változása | Lakosság változása | Lakosság változása |
| ------------------ | ------------------ | ------------------ | ------------------ | ------------------ | ------------------ | ------------------ | ------------------ | ------------------ | ------------------ | ------------------ | ------------------ | ------------------ | ------------------ | ------------------ | ------------------ |
| 1857               | 1869               | 1880               | 1890               | 1900               | 1910               | 1921               | 1931               | 1948               | 1953               | 1961               | 1971               | 1981               | 1991               | 2001               | 2011               |
| 824                | 826                | 845                | 917                | 1.095              | 1.413              | 1.430              | 1.525              | 1.524              | 1.612              | 1.577              | 1.572              | 1.331              | 1.409              | 1.310              | 1.198              |

## Gazdaság
A lakosság nagy része az erdei munkákból, szőlő- és gyümölcstermesztésből él. A község településeinek szép fekvése, a drávamenti főút és Nekcse város közelsége kedvező feltételeket teremt a gazdasági fejlődéshez. A község területén jelenleg 5 vegyesárubolt, mezőgazdasági gyógyszertár, pékség, 3 vendéglátóipari egység és 3 fuvarozó működik.
Ez az ősi szilvatermő vidék a „Motičanki” nevű szilvapálinkájáról híres. Ez a gyümölcs Szlavóniában, különösen pedig Pozsega környékén széles körben elterjedt. A Krndija-hegység lejtőinek domboldalai között fekvő réteken, a patakok mentén, ahol számos vízimalom volt, fokozatosan kiépül egy pihenő- és rekreációs terület. A kis falvak az etnotartalom megépítésével gazdag hagyományuk talaján fejlődhetnek.

## Nevezetességei
A Mindenszentek tiszteletére szentelt római katolikus temploma középkori eredetű. Plébánosát már 1333-ban említi a pápai tizedjegyzék. A nekcsei ferencesek elűzése után egy részük itt telepedett le. A középkori templom a török uralom idején sem pusztult el, mivel szilárd anyagból épült. 1943. június 4-én, alig nyolc hónappal belső felújítása után a faluba bevonuló partizánok felgyújtották. A templom belül teljesen kiégett, a bútorzat, a három oltár, a padok, az orgona megsemmisültek. A torony is kiégett, a 317 kilogrammos harang lezuhant és széttört. A templom tető nélkül állt, csak a régi falak maradtak. A háború után a falu lakói újjáépítették és belül is teljesen rendbetették. Újraszentelése 1948. június 4-én Jézus szívének ünnepén történt. Később hittantermet és kápláni lakot építettek hozzá. Az 1990-es években felújították a tetőt, a falakat kifestették, új orgonát vásároltak, a templom hátsó részén pedig emléktáblát állítottak a második világháborús tragédia emlékére.

## Kultúra
A KUD „Izvor” kulturális és művészeti egyesület tambura, tánckari, énekkari és ifjúsági szekcióval működik. Szinte minden fontos hazai fesztiválon (Vinkovačke jeseni, Đakovački vezovi, Brodsko kolo) fellépnek, de vendégeskedtek már nemzetközi fesztiválokon Csehországban, Magyarországon és Németországban is.
A „Sanctus” templomi ifjúsági kórus 15 éves kortól gyűjti a fiatalokat. Érdekessége, hogy csak nyáron működik. Vezetője Judita Paljević. A repertoáron többek között a „Babilon partjain” és az „Istenem hívtál” musicalek előadásai szerepelnek.

## Oktatás
Az általános iskola régi épülete 1860-ban épült. A tanulók nagy száma miatt 1954 és 1968 között nyolcosztályos intézményként működött. Alsó- és Felsőmatucsina mellett Seona és Gazije tanulói is ide jártak. A feričanci nyolcosztályos iskola felépülésével az 1967/68-as tanévtől csak alsó tagozatos területi iskolája működik itt. Az új négyosztályos iskola 1995 októberében nyílt meg.

## Sport
Az NK Motičina labdarúgóklubot 1948-ban alapították. A csapat a megyei 2. ligában szerepel.

## Egyesületek
- DVD Donja Motičina önkéntes tűzoltó egyesület.
- LD „Zec” vadásztársaság.
- Matica Umirovljenika Hrvatske, horvát nyugdíjas egyesület helyi csoportja.
- UP „Trut” méhész egyesület.